# Apparenze
Apparenze è il primo album in studio del gruppo musicale italiano Diva Scarlet, pubblicato nel 2004 dalla Mescal.

## Il disco
La composizione delle 12 tracce inizia nel 2001, anno di formazione della band. All'inizio del 2002 Kaba Cavazzuti, percussionista dei Modena City Ramblers, accetta la produzione artistica dell'album e ne registra i primi provini, con cui presenta la band alla Mescal.
L'album viene registrato nel corso del 2003 presso l'Esagono Recording Studio di Rubiera con la collaborazione di Graziano Cernoia. Esce il 9 luglio 2004 e viene presentato dalle Diva Scarlet nel corso del Tora! Tora! Festival di Castelnovo ne' monti.
L'album contiene una traccia, Doppia Identità, che parla della prostituzione.

## Tracce
1. Lucida veglia – 4:05
2. Come se nulla fosse – 2:40
3. Imparerò – 3:44
4. Vuoi – 3:03
5. Anna – 3:59
6. Cuore nel gelo – 3:08
7. Isaia 15-18 – 2:53
8. Doppia identità – 3:37
9. Apparenze – 2:52
10. Soluzioni provvisorie – 3:29
11. Emozione statica – 3:31
12. Ho scelto un altro destino – 4:15

## Singoli
- Vuoi
- Emozione Statica